# Игры взрослых людей
«Игры взрослых людей» (лит. Suaugusių žmonių žaidimai) — советский киноальманах 1967 года, состоящий из двух трагикомичных новелл.
В фильме иронически трактуется флирт между мужчинами и женщинами. Новеллы связаны образом шофера Бронюса, он лишь мимоходом появляется в первой новелле, но становится главным героем во второй.

## Содержание

### Игра первая / Pirmas žaidimas
Режиссёр Илья Рудас, по рассказу Альгирдаса Поцюса «Крах».
В ролях:
- Регимантас Адомайтис — Бронюс, шофёр
- Даля Меленайте — Лайма
- Фердинандас Якшис — Рамонас, муж Лаймы
- Юозас Ригертас — Вайсета, ксендз собирающийся сменить работу на паромщика
- Марионас Гедрис — Адомас
- Борис Смельцов — продавец
- Балис Юшкявичюс — парикмахер

### Игра вторая / Antras žaidimas
Режиссёры Марионас Гедрис и Альгимантас Кундялис, по рассказу Раймондаса Кашаускаса «Игры взрослых людей».
В ролях:
- Регимантас Адомайтис — Бронюс, шофёр
- Эугения Плешките — Регина
- Дануте Юроните — Рута
- Нийоле Лепешкайте — Алдона
- Герлинда Ковайте — Зита
- Юозас Ярушявичюс — водитель
- Римгаудас Карвялис — попутчик
- Альфонас Радзявичюс - сторож
- Пятрас Зулонас — директор базы

## Критика
С этой картиной впервые в литовском киноискусстве появилось произведение трагикомического плана. Её авторы отказались от минорной интонации и трагического финала рассказа Поцюса «Крах» (первая новелла) и психологического драматизма новеллы Кашаускаса «Игры взрослых людей» (вторая новелла).— История советского кино. 1917—1967 в 4-х томах
Отмечалась неожиданная и нетипичное для актёра Регимантаса Адомайтиса — известного своими трагическими ролями — выступление в комедийном амплуа.
В то же в время журналами «Искусство кино» и «Советский экран» фильм был резко раскритикован:

Начинаешь думать: а может быть, в осмеяние ничтожности страстей, как пародия задумана картина? Хотя для этого жанра в картине нет ни остроты, ни легкости. … Увы, недостало такта, чувства меры, художественной тонкости авторам … Преднамеренность в повороте судьбы героя, навязчивость морали лишили фильм непринужденности в развитии действия, психологической правды. Не спасает положение и обаяние отличного актера Р. Адoмaйтиса, исполнителя роли Бронюса.

## Фестивали и награды
- VIII-й кинофестиваль республик Прибалтики, Белоруссии и Молдавии (1968) — премия за лучшее исполнение мужской роли актёру Р. Адомайтису.